# Hnaberd, Aragatsotn
Hnaberd là một đô thị thuộc tỉnh Aragatsotn, Armenia. Dân số ước tính năm 2011 là 2309 người.